# Meliosma stellata
Meliosma stellata är en tvåhjärtbladig växtart som beskrevs av Cornejo och Bonifaz. Meliosma stellata ingår i släktet Meliosma och familjen Sabiaceae. Inga underarter finns listade.